# BSV Grün-Weiss Neukölln
Der BSV Grün-Weiss Neukölln 1950 ist ein Fußballverein im Berliner Bezirk Neukölln. Der Verein hat seinen Schwerpunkt im Jugend- und im Frauenfußball, er ist in Berlin und im Bezirk Neukölln beliebt für seine gute Jugendförderung und Zusammenarbeit.

## Geschichte
Im Frühsommer 1950 beschlossen einige Fußballer und Funktionäre des im Sowjetischen Sektor Berlins gelegenen Treptower Vereins Grün-Weiß Baumschulenweg in den Westteil der Stadt umzuziehen, um sich der zunehmend sozialistischen Ausrichtung des Sports zu entziehen. Der Verein gründete sich in Anlehnung an den früheren Namen als BSV Grün-Weiß Neukölln.

## Frauen- und Mädchenfußball
Neben den Herren konnte sich der Frauenfußball im Verein zunehmend etablieren und etliche Erfolge erreichen. Die Frauenmannschaft wurde 2006 in der Verbandsliga Berliner Meister und stieg in die Regionalliga Nordost, der dritthöchsten deutschen Spielklasse auf. Als Tabellenachter von 12 Mannschaften wurde in der Saison 2006/07 der Klassenerhalt geschafft. Im zweiten Jahr der Zugehörigkeit erreichte das Team den fünften Rang, doch im dritten Jahr musste der Weg zurück in die Verbandsliga angetreten werden. Dort spielte man die nächsten drei Jahre als 7er-Team. Seit der Spielzeit 2013/14 spielt das Team durchweg in der Frauen-Berlin-Liga, der höchsten Liga im Berliner Verband.
Erfolge der Frauen- und Mädchenmannschaften:
- 1. Frauen: Berliner Meister 2006; Nordostdeutscher Hallenmeister 2008; Fair-Play-Hallensieger 2009;
- 2. Frauen: Landesliga-Meister 2008; Fair-Play-Sieger 2008
- B-Mädchen Berliner Meister 2005, 2008, NOFV-Vizemeister 2005; Berliner Hallenmeister 1999, 2000, 2006;
- C-Mädchen Berliner Meister 2001, 2004, 2007; Berliner Pokalsieger 2003, 2007; Berliner Hallenmeister 2004, 2007;
- D-Mädchen Berliner Pokalsieger 2002, 2009; Berliner Hallenmeister 1998, 2002, 2004, 2006, 2009;
- E-Mädchen Staffelsieger 2007, 2008; Berliner Hallenmeister 2008

## Männerfußball
Aufgrund der vorherigen Spielstärke von Grün-Weiß Baumschulenweg (höchste Berliner Stadtliga) wurde der Verein im August 1950 in die 1. Klasse (zweithöchste Amateurklasse) mit der Option auf Aufstiegsspiele in die Amateurliga eingestuft. Diese Entscheidungsspiele gingen knapp verloren. In den Folgejahren pendelte der Verein mit seiner Männermannschaft zwischen zweit- und dritthöchster Berliner Amateurklasse. Nach einer längeren Zeit in den 1960er und 1970er Jahren im Stadion Britz-Süd bezog der BSV Grün-Weiß Neukölln seine heutige Anlage an der Johannisthaler Chaussee.
1992 bis in die Kreisliga B abgerutscht, ging es mit dem Wiederaufstieg in die Kreisliga A 1993 wieder allmählich aufwärts. 1994 stieg man in die Berliner Bezirksliga auf, wo sich Grün-Weiß Neukölln dann etablierte mit kurzen Abschnitten in der nächsthöheren Landesliga. Von 2004 bis 2007 gelangten die Grün-Weißen nochmals in die Landesliga, scheiterte dabei zweimal (2005 und 2006) knapp am Aufstieg in die Verbandsliga, bis es dann nach zahlreichen Spielerabgängen wieder 2007 hinunter in die Bezirksliga ging, die nach weiteren Ab- und Aufstiegen derzeit wieder die aktuelle Spielklasse darstellt. In dieser etablierte sich der Verein und errang zahlreiche gute Platzierungen in den Spielrunden wie im Pokal. In der Spielzeit 2017/18 gelang der Aufstieg in die Landesliga, in der man heute noch spielt.

## Platzierungen ab 1999
| Saison  | Liga (Frauen)           | Platz | Liga (Herren) | Platz |
| ------- | ----------------------- | ----- | ------------- | ----- |
| 1999/00 | Bezirksliga             | 04/9  | Bezirksliga   | 10/17 |
| 2000/01 | Bezirksliga             | 09/12 | Bezirksliga   | 08/16 |
| 2001/02 | Bezirksliga             | 02/9  | Bezirksliga   | 06/16 |
| 2002/03 | Bezirksliga ▲           | 01/13 | Bezirksliga   | 13/16 |
| 2003/04 | Landesliga ▲            | 03/16 | Bezirksliga ▲ | 01/16 |
| 2004/05 | Verbandsliga Berlin     | 12/14 | Landesliga    | 03/16 |
| 2005/06 | Verbandsliga Berlin ▲   | 01/16 | Landesliga    | 05/16 |
| 2006/07 | Regionalliga Nordost    | 08/12 | Landesliga ▼  | 15/16 |
| 2007/08 | Regionalliga Nordost    | 05/12 | Bezirksliga ▼ | 14/16 |
| 2008/09 | Regionalliga Nordost ▼  | 11/12 | Kreisliga A   | 13/16 |
| 2009/10 | Verbandsliga Berlin ▼   | 14/14 | Kreisliga A ▼ | 15/16 |
| 2010/11 | 7er Landesliga ▲        | 04/12 | Kreisliga B ▲ | 01/16 |
| 2011/12 | 7er Verbandsliga Berlin | 02/10 | Kreisliga A   | 13/16 |
| 2012/13 | 7er Verbandsliga Berlin | 07/10 | Kreisliga A   | 09/16 |
| 2013/14 | Berlin-Liga             | 06/14 | Kreisliga A   | 06/16 |
| 2014/15 | Berlin-Liga             | 04/15 | Kreisliga A ▲ | 03/16 |
| 2015/16 | Berlin-Liga             | 05/14 | Bezirksliga   | 12/16 |
| 2016/17 | Berlin-Liga             | 07/13 | Bezirksliga   | 03/16 |
| 2017/18 | Berlin-Liga             | 09/15 | Bezirksliga ▲ | 01/16 |
| 2018/19 | Berlin-Liga             | 06/15 | Landesliga    | 09/16 |
| 2019/20 | Berlin-Liga             | 03/15 | Landesliga    | 12/16 |
| 2020/21 | Berlin-Liga             | 11/14 | Landesliga    | 12/18 |
| 2021/22 | Berlin-Liga             | 05/13 | Landesliga    | 11/18 |
| 2022/23 | Berlin-Liga             | 07/14 | Landesliga ▼  | 15/16 |
| 2023/24 | Berlin-Liga             | 08/15 | Bezirksliga   | 07/16 |
| 2024/25 | Berlin-Liga             | 0/15  | Bezirksliga   | 0/16  |